# Bahía Honda
Bahía Honda (španělsky Hluboká zátoka) je město a přístav ležící u stejnojmenného, téměř uzavřeného zálivu. Město leží na severozápadně Kuby, zhruba 70 km západně od hlavního města Kuby Havany v provincii Pinar del Río.
Rozloha města je cca 784 km² a počet obyvatel se odhaduje na 45 968 (2004).

## Americká základna v Bahía Honda
V letech 1901–1934 byla v zálivu Bahía Honda jedna ze dvou amerických základen na Kubě, tou druhou a větší byla základna Guantánamo. V roce 1934 však prezident Spojených států amerických Franklin Delano Roosevelt vyhlásil pro oblast styků se zeměmi Latinské Ameriky doktrínu „dobrého sousedství“. V souvislosti s ní byla v květnu téhož roku mezi USA a Kubou podepsána Smlouva o vzájemných vztazích, která obsahuje i ustanovení týkající se pronájmu základen. USA vrátily Kubě přístav Bahía Honda a prosadily za to rozšíření základny Guantanámo o 10 km² na dnešních 117,6 km².